# The Goat (álbum de Polo G)
The Goat es el segundo álbum de estudio del rapero estadounidense Polo G, lanzado el 15 de mayo de 2020 por Columbia Records. Cuenta con las canciones "Heartless", "Go Stupid" y "DND" que fueron lanzadas antes del álbum. El álbum debutó en el número dos en la lista Billboard 200.

## Promoción
El álbum, junto con su portada, se anunció el 5 de mayo de 2020 a través del Instagram de Polo G.

## Recepción de la crítica
- AOTY —  (81/100)
- Consequence of Sound —  (B+)
- Pitchfork Media —  (7.7/10)

El álbum recibió críticas generalmente positivas de los críticos. Paul A. Thompson, de Pitchfork, declaró que "el seguimiento del rapero de Chicago a su fascinante LP debut lo defiende como un talento adaptable e imperdible, una estrella poco probable en un nuevo sistema de grandes sellos".

## Rendimiento comercial
The Goat debutó en el número dos en la lista Billboard 200 de los Estados Unidos, con 99,000 unidades equivalentes a álbumes (de las cuales 14,000 fueron ventas de álbumes puros) en su primera semana. Se convirtió en el álbum con las listas más altas de Polo G, y su segundo debut entre los diez primeros en Estados Unidos. El álbum también acumuló un total de 129,4 millones en transmisiones a pedido de las canciones del set. En su segunda semana, el álbum cayó al número cinco en la lista, ganando 52,000 unidades adicionales.

## Lista de canciones
| The Goat              |                                                                    |                                                                            |                              |                          |  |
| N.º                   | Título                                                             | Escritor(es)                                                               | Productor(es)                | Duración                 |  |
| 1.                    | «Don't Believe the Hype»                                           | Taurus Bartlett Joseph Steele Angelo Callari Darrin Barthellemy            | 1040 Beats Callari D Major   | 2:55                     |  |
| 2.                    | «Heartless (ft. Mustard)»                                          | Bartlett Dijon McFarlane                                                   | Mustard GYLTTRYP             | 3:24                     |  |
| 3.                    | «Martin & Gina»                                                    | Bartlett Hagan Lange Kyre Trask Tahj Vaughn                                | Hagan Kdubb Tahj Money       | 2:13                     |  |
| 4.                    | «Flex (ft. Juice Wrld)»                                            | Bartlett Jarad Higgins Chauncey Hollis Dustin James Corbett                | Corbett Hit-Boy              | 2:44                     |  |
| 5.                    | «Go Stupid (con Stunna 4 Vegas, NLE Choppa, ft Mike Will Made It)» | Bartlett Khalil Caldwell Bryson Potts Michael Williams Brytavious Chambers | Mike WiLL Made-It Tay Keith  | 2:46                     |  |
| 6.                    | «21»                                                               | Bartlett Keanu Dean Torres Khaled Rohaim                                   | Keanu Beats Khaled Rohaim    | 2:44                     |  |
| 7.                    | «33»                                                               | Bartlett Jahmere Tylon                                                     | DJ Ayo Minor2Go              | 2:50                     |  |
| 8.                    | «I Know»                                                           | Bartlett Thomas Horton Vaughn D Mac                                        | D Mac TnTXD Tahj Money       | 2:57                     |  |
| 9.                    | «Beautiful Pain (Losin My Mind)»                                   | Bartlett Ryan Vojtesak Shane Lindstrom                                     | Charlie Handsome Murda Beatz | 2:51                     |  |
| 10.                   | «No Matter What»                                                   | Bartlett Nick Mira                                                         | Nick Mira                    | 3:19                     |  |
| 11.                   | «Be Something (featuring Lil Baby)»                                | Bartlett Dominique Jones Braylin Bowman                                    | Resource                     | 3:14                     |  |
| 12.                   | «Relentless»                                                       | Bartlett Felipe S. Rasool Diaz                                             | Felipe S. Sool Got Hits      | 3:20                     |  |
| 13.                   | «DND»                                                              | Bartlett Dewayne Kennemer                                                  | WayneOnABeat                 | 3:00 title14 = Chinatown |  |
| Duración Total: 40:01 |                                                                    |                                                                            |                              |                          |  |

## Rankings
| Rankings (2020)                         | Posición más alta |
| --------------------------------------- | ----------------- |
| Australian Albums (ARIA)                | 10                |
| Austria (Ö3 Austria)                    | 41                |
| Bélgica (Ultratop flamenca)             | 28                |
| Canadá (Billboard Canadian Albums)      | 2                 |
| Dinamarca (Hitlisten)                   | 12                |
| Países Bajos (Album Top 100)            | 11                |
| Finlandia (Suomen Virallinen Lista)     | 38                |
| French Albums (SNEP)                    | 155               |
| Alemania (Offizielle Top 100)           | 98                |
| Irlanda (OCC)                           | 5                 |
| Italian Albums (FIMI)                   | 68                |
| Lithuanian Albums (AGATA)               | 40                |
| New Zealand Albums (RMNZ)               | 20                |
| Norway (VG-lista)                       | 15                |
| Swedish Albums (Sverigetopplistan)      | 18                |
| Suiza (Schweizer Hitparade)             | 40                |
| Reino Unido (UK Albums Chart)           | 6                 |
| Estados Unidos (Billboard 200)          | 2                 |
| Estados Unidos (Top R&B/Hip-Hop Albums) | 2                 |
| Estados Unidos (Top Rap Albums)         | 2                 |